# Kenjirō Ezoe
Kenjirō Ezoe (japanisch 江添 建次郎 Ezoe Kenjirō; * 25. August 1982 in der Präfektur Okayama) ist ein ehemaliger japanischer Fußballspieler.

## Karriere
Ezoe erlernte das Fußballspielen in der Schulmannschaft der Tamano Konan High School und der Universitätsmannschaft der Momoyama-Gakuin-Universität. Seinen ersten Vertrag unterschrieb er 2005 bei Cerezo Osaka. Der Verein spielte in der höchsten Liga des Landes, der J1 League. Am Ende der Saison 2006 stieg der Verein in die J2 League ab. 2009 wurde er mit dem Verein Vizemeister der J2 League. Für den Verein absolvierte er 115 Ligaspiele. 2010 wechselte er zum Ligakonkurrenten Kataller Toyama. Für den Verein absolvierte er 32 Ligaspiele. 2012 wechselte er zum Drittligisten Sagawa Printing. Ende 2013 beendete er seine Karriere als Fußballspieler.